# 索尔托科利纳
索尔托科利纳（義大利語：Solto Collina），是意大利贝加莫省的一个市镇。总面积12平方公里，人口1695人，人口密度141.3人/平方公里（2009年）。国家统计（ISTAT）代码为016200。